# Slerp
Slerp (contrazione di spherical linear interpolation) è una formula per l'interpolazione di rotazioni tale che l'interpolante abbia velocità angolare costante. Introdotta nel 1985 da Ken Shoemake, slerp è comunemente usata in animazione digitale e computer grafica.

## Formulazione
L'idea alla base di slerp si basa sul fatto che il gruppo di Lie delle rotazioni {\displaystyle SO(3)} condivide la stessa metrica della sfera rappresentante il gruppo dei quaternioni unitari (comunemente usati per parametrizzare rotazioni nello spazio tridimensionale). L'interpolazione di rotazioni a velocità costante può essere perciò ottenuta interpolando sulla superficie della sfera (le cui geodetiche sono i cerchi massimi). Slerp tra due quaternioni unitari {\displaystyle \mathbf {q} _{0}} e {\displaystyle \mathbf {q} _{1}} (ovvero tali che {\displaystyle |\mathbf {q} _{0}|=|\mathbf {q} _{1}|=1}) con parametro di interpolazione {\displaystyle t\in [0,1]} può essere definita come
{\displaystyle \operatorname {slerp} (t|\mathbf {q} _{0},\mathbf {q} _{1})=\mathbf {q} _{0}\left(\mathbf {q} _{0}^{-1}\mathbf {q} _{1}\right)^{t}}.
Glenn Devis introdusse una formulazione alternativa, solitamente più conveniente in applicazioni pratiche
{\displaystyle \operatorname {slerp} (t|\mathbf {q} _{0},\mathbf {q} _{1})={\frac {\sin \left((1-t)\theta \right)}{\sin \theta }}\mathbf {q} _{0}+{\frac {\sin(t\theta )}{\sin \theta }}\mathbf {q} _{1}}
dove {\displaystyle \theta =\cos ^{-1}\left(\mathbf {q} _{0}\mathbf {q} _{1}\right)}.